# 心配のタネ
「心配のタネ」（しんぱいのタネ）は、2014年6月22日に「序曲」と同時リリースされた3776のシングル。廃版であったが2015年7月6日OTOTOYからハイレゾ版で配信開始。

## 解説
- 心配のタネはメンバーの入れ替わりが激しく、3776の先行きに不安を覚えるファンの為に作られた楽曲[1]。

## 収録曲
- 全作詞・作曲：石田彰

1. 心配のタネ
2. もぇもぇ片想い
3. ニュートラル
4. Neutral -bossa style-
5. 心配のタネ[Instrumental]
6. もぇもぇ片想い[Instrumental]
7. ニュートラル[Instrumental]